# Oenanthe (animal)
Oenanthe es un género de aves paseriformes perteneciente a la familia Muscicapidae. Se distribuyen por el Viejo Mundo.

## Especies
Se reconocen las siguientes especies:
- Oenanthe leucopyga — collalba yebélica;
- Oenanthe monacha — collalba monje;
- Oenanthe albonigra — collalba de Hume;
- Oenanthe leucura — collalba negra;
- Oenanthe phillipsi — collalba somalí;
- Oenanthe oenanthe — collalba gris;
- Oenanthe lugens — collalba núbica;
- Oenanthe lugubris — collalba abisinia;
- Oenanthe lugentoides — collalba arábica;
- Oenanthe finschii — collalba de Finsch;
- Oenanthe picata — collalba variable;
- Oenanthe pleschanka — collalba pía;
- Oenanthe cypriaca — collalba chipriota;
- Oenanthe hispanica — collalba rubia;
- Oenanthe moesta — collalba culirroja;
- Oenanthe xanthoprymna — collalba persa;
- Oenanthe chrysopygia — collalba afgana;
- Oenanthe deserti — collalba desértica;
- Oenanthe pileata — collalba capirotada;
- Oenanthe isabellina — collalba isabel;
- Oenanthe bottae — collalba de Botta;
- Oenanthe heuglini — collalba de Heuglin;
- Oenanthe albifrons — collalba frentiblanca;
- Oenanthe familiaris — colinegro familiar;
- Oenanthe scotocerca — colinegro pardo;
- Oenanthe fusca — colinegro indio;
- Oenanthe dubia — colinegro sombrío.
- Oenanthe melanura — colinegro común.